# Wonosari (Siwalan)
Wonosari is een bestuurslaag in het regentschap Pekalongan van de provincie Midden-Java, Indonesië. Wonosari telt 2183 inwoners (volkstelling 2010).